# Octavia Spencer
Octavia Spencer, född 25 maj 1970 i Montgomery, Alabama, är en amerikansk skådespelare, författare och producent. 
År 2012 vann hon en Golden Globe, en BAFTA och en Oscar i kategorin Bästa kvinnliga biroll för sin roll som hembiträdet Minny Jackson i Niceville. I Dolda tillgångar (2016) porträtterade Spencer matematikern Dorothy Vaughan, en roll som nominerades till en Oscar för.

## Filmografi (i urval)
| År        | Titel                          | Info                    |
| --------- | ------------------------------ | ----------------------- |
| 1996      | Juryn - A Time to Kill         |                         |
| 1997      | The Sixth Man                  |                         |
| 1999      | Never Been Kissed              |                         |
| 1999      | I huvudet på John Malkovich    |                         |
| 1999      | Blue Streak                    |                         |
| 2000      | Good Vibrations                |                         |
| 2000      | Big Mommas hus                 |                         |
| 2000      | Four Dogs Playing Poker        |                         |
| 2002      | Spider-Man                     |                         |
| 2003      | Legally Blonde 2               |                         |
| 2003      | S.W.A.T.                       |                         |
| 2003      | Bad Santa                      |                         |
| 2004      | Win a Date with Tad Hamilton!  |                         |
| 2004      | Breakin' All the Rules         |                         |
| 2005      | Coach Carter                   |                         |
| 2005      | Pretty Persuasion              |                         |
| 2005      | Miss Secret Agent 2            |                         |
| 2005      | Beauty Shop                    |                         |
| 2006      | Pulse                          |                         |
| 2007      | The Nines                      |                         |
| 2008      | Seven Pounds                   |                         |
| 2009      | Drag Me to Hell                |                         |
| 2009      | Solisten                       |                         |
| 2009      | Halloween II                   |                         |
| 2009      | Love at First Hiccup           |                         |
| 2010      | Dinner for Schmucks            |                         |
| 2010      | Peep World                     |                         |
| 2011      | Niceville                      |                         |
| 2012      | Smashed                        |                         |
| 2013      | Fruitvale Station              | Även exekutiv producent |
| 2013      | Snowpiercer                    |                         |
| 2013      | Percy Jackson och monsterhavet | Röst                    |
| 2013–2015 | Mom                            | TV-serie                |
| 2014      | Get on Up                      |                         |
| 2014      | Black or White                 |                         |
| 2015      | Insurgent                      |                         |
| 2015      | Fathers & Daughters            |                         |
| 2016      | Zootropolis                    | Röst                    |
| 2016      | Allegiant                      |                         |
| 2016      | Bad Santa 2                    |                         |
| 2016      | Dolda tillgångar               |                         |
| 2017      | The Shack                      |                         |
| 2017      | The Shape of Water             |                         |
| 2017      | Small Town Crime               | Även exekutiv producent |
| 2018      | Green Book                     | Exekutiv producent      |
| 2018      | Instant Family                 |                         |
| 2019      | Ma                             | Även exekutiv producent |
| 2020      | Dolittle                       | Röst                    |
| 2020      | Framåt                         | Röst                    |
| 2020      | The Witches                    |                         |
| 2021      | Thunder Force                  |                         |
| 2022      | Spirited                       |                         |
| 2025      | Smurfar                        | Röst                    |